# Johannes Max Proskauer
Pour les articles homonymes, voir Proskauer.
Johannes Max Proskauer est un botaniste allemand, né le 5 décembre 1923 à Göttingen et mort le 20 décembre 1970.

## Biographie
Il est le fils de Walter Proskauer et de Margarete née Jacob. Il obtient Bachelor of Sciences à l’université de Londres en 1943 puis son Ph. D. en 1947.
De 1945 à 1948, il est professeur-assistant à l’Essex Technology College de Dagenham. Puis travaille à l’Université de Berkeley de Californie à partir de 1948. Il est marie avec Josephine Pia Schizzano le 25 janvier 1951 dont il aura deux enfants.
Il devient professeur de botanique en 1963 à Berkeley puis professeur à l’Institut Miller de 1964 à 1965. Il obtient un Doctorat of Sciences honorifique en 1964. Il est l’auteur de travaux sur les bryophytes et les algues.

## Travaux
- (1948) Studies on the morphology of Anthoceros. I. Annals of Bot., Ser. 2, 12 : 237-265.
- (1948) Studies on the morphology of Anthoceros. II. Annals of Bot., Ser. 2, 12 : 427-439.
- (1951) Studies on Anthocerotales. III. Bull. Torrey Bot. Club 78 : 331-349.
- (1951) Studies on Anthocerotales. IV. Bull. Torrey Bot. Club 80 : 65-75.
- (1954) A study of the Phaeoceros laevis complex and the European Anthocerotae. Rapp. et Comm. VIII Cong. Int. Bot., Paris xiv-xvi : 68-69.
- (1958) Studies on Anthocerotales. V. Phytomorphology 7 : 113-135.
- (1960) Studies on Anthocerotales. VI. Phytomorphology 10 : 1-19.
- (1962) On Carrpos. I. Phytomorphology 11 : 359-378.
- (1962) On Takakia, especially its mucilage hairs. J. Hattori Bot. Lab 25 : 217-223.
- (1965) On the liverwort Phyllothallia. Phytomorphology 15 : 375-379.
- (1968) Studies on Anthocerotales. VII. Phytomorphology 17 : 61-70.
- (1969) Studies on Anthocerotales. VIII. Phytomorphology 19 : 52-66.